# Торе Мелиса (Кротоне)
Торе Мелиса је насеље у Италији у округу Кротоне, региону Калабрија.
Према процени из 2011. у насељу је живело 2176 становника. Насеље се налази на надморској висини од 19 м.